# Morda nie szklanka
Morda nie szklanka – siódmy album studyjny polskiego rapera Diho. Wydawnictwo ukazało się 8 czerwca 2023, nakładem wytwórni muzycznej GM2L, w dystrybucji Sony Music Entertainment.
Album jest utrzymany w stylu muzyki hip-hop. 
Składa się z wersji standardowej (1 CD). Na albumie gościnnie pojawiają się: Alberto, Josef Bratan, Bibič, Fagata, Malik Montana oraz Kaz Bałagane.
Album w 2024 roku uzyskał status platynowej płyty, sprzedając ponad 30 tys. kopii. Wydawnictwo zadebiutowało na 20. miejscu polskiej listy sprzedaży albumów – OLiS.

## Lista utworów
Opracowano na podstawie materiałów źródłowych.
| Morda nie szklanka – Wersja standardowa | Morda nie szklanka – Wersja standardowa            | Morda nie szklanka – Wersja standardowa                           | Morda nie szklanka – Wersja standardowa | Morda nie szklanka – Wersja standardowa |
| Nr                                      | Tytuł utworu                                       | Słowa                                                             | Muzyka                                  | Długość                                 |
| --------------------------------------- | -------------------------------------------------- | ----------------------------------------------------------------- | --------------------------------------- | --------------------------------------- |
| 1.                                      | „No To Cyk”                                        | Jakub Milewski                                                    | Pieruun                                 | 2:12                                    |
| 2.                                      | „Szyby” (oraz Alberto · Josef Bratan · Bibič)      | Jakub Milewski · Alberto Simao · Josef Bratan · Kamil Buyukbayrak | OLEK                                    | 2:39                                    |
| 3.                                      | „Antonio Banderas” (oraz Josef Bratan)             | Jakub Milewski · Josef Bratan                                     | SYRU · jvchu                            | 2:13                                    |
| 4.                                      | „Pirat”                                            | Jakub Milewski                                                    | SYRU                                    | 2:27                                    |
| 5.                                      | „Wielka Szkoda” (oraz Fagata)                      | Jakub Milewski · Agata Fąk                                        | SYRU                                    | 2:34                                    |
| 6.                                      | „Nie ma sprawy” (oraz Malik Montana, Kaz Bałagane) | Jakub Milewski · Mosa Ghawsi · Jacek Świtalski                    | SYRU · Swizzy                           | 2:12                                    |
| 7.                                      | „Przy aparaturze”                                  | Jakub Milewski                                                    | SYRU · Swizzy                           | 2:28                                    |
| 8.                                      | „Z moich haseł”                                    | Jakub Milewski                                                    | SYRU · Grvby                            | 2:14                                    |
| 9.                                      | „Bleeh”                                            | Jakub Milewski                                                    | jvchu · Swizzy                          | 2:13                                    |
| 10.                                     | „Ten tego”                                         | Jakub Milewski                                                    | Majki                                   | 2:32                                    |
| 11.                                     | „Polak”                                            | Jakub Milewski                                                    | Majki                                   | 2:37                                    |
| 12.                                     | „Więcej”                                           | Jakub Milewski                                                    | jvchu · Swizzy                          | 2:02                                    |
| 13.                                     | „Robiłaś to najlepiej”                             | Jakub Milewski                                                    | jvchu · Swizzy                          | 2:48                                    |
| 14.                                     | „Denaturat”                                        | Jakub Milewski                                                    | Franklin · Kemzy · Sauer                | 2:38                                    |
| 15.                                     | „Adidasy”                                          | Jakub Milewski                                                    | Swizzy                                  | 2:15                                    |
|                                         |                                                    |                                                                   |                                         | 36:04                                   |

## Pozycje na listach sprzedaży

### Pozycje na tygodniowych listach sprzedaży
| Kraj   | Lista                    | Najwyższa pozycja |
| ------ | ------------------------ | ----------------- |
| Polska | OLiS – albumy            | 20                |
| Polska | OLiS – albumy w streamie | 12                |
| Polska | OLiS – albumy fizyczne   | 11                |

## Certyfikaty i sprzedaż
| Kraj          | Certyfikat      | Sprzedaż | Data             |
| ------------- | --------------- | -------- | ---------------- |
| Polska (ZPAV) | platynowa płyta | 30 0000  | 11 września 2024 |
| Polska (ZPAV) | złota płyta     | 15 000+  | 5 lipca 2023     |

## Link zewnętrzny
- Okładka standardowej wersji albumu